# Medicina comportamental
Medicina comportamental é um campo interdisciplinar  da medicina  e ciências do comportamento voltado para o desenvolvimento e a integração dos conhecimentos das ciências biológicas,  psicológicas e sociais relevantes para o conhecimento e controle do processo  saúde - doença.  Essa expressão é frequentemente usada, erroneamente para uns, como sinônimo da psicologia da saúde e possui limites pouco delimitados com terapias psicofisiológicas como biofeedback, treinamento autógeno, hipnose aspectos da terapia ocupacional e  medicina de reabilitação  (Fisioterapia / Fisiatria) especialmente quanto à metodologia de condicionamento reflexos bem como medicina preventiva, mais especificamente com a ações de promoção da saúde   e antropologia da saúde. 
Observe-se que a abordagem psicossocial, de certo modo, contrapõe-se à que tem como objeto a saúde de cada indivíduo, mais exatamente quanto aos métodos que tem como perspectiva as intervenções na cultura e estrutura social que formam o sujeito coletivo ou seja os determinantes sociais do estilo de vida ou padrão característico de comportamento encontrado em uma comunidade específica ou período histórico.
Um dos seus antepassados acadêmicos são os estudos de I. Pavlov (1849 — 1936)   e o campo da medicina psicossomática. Mas, sem sombra de dúvidas, um dos seus elementos distintivos é a aplicação da terapia comportamental ao tratamento dos distúrbios autonômicos ou psicossomáticos. Como adotado como princípio pelo Centro de Estudos em Medicina Comportamental esse conjunto de técnicas que também pode ser designado por Medicina Energética é: ...a capacidade de influência mútua entre os estados psicológicos/mentais e a condição geral de funcionamento corporal... Este princípio básico foi proposto em 1970 por Elmer Green, considerado um dos fundadores do biofeedback, estabelecido após pesquisas com yogues indianos, acupuntura chinesa e outras técnicas  e que pode ser expresso como:

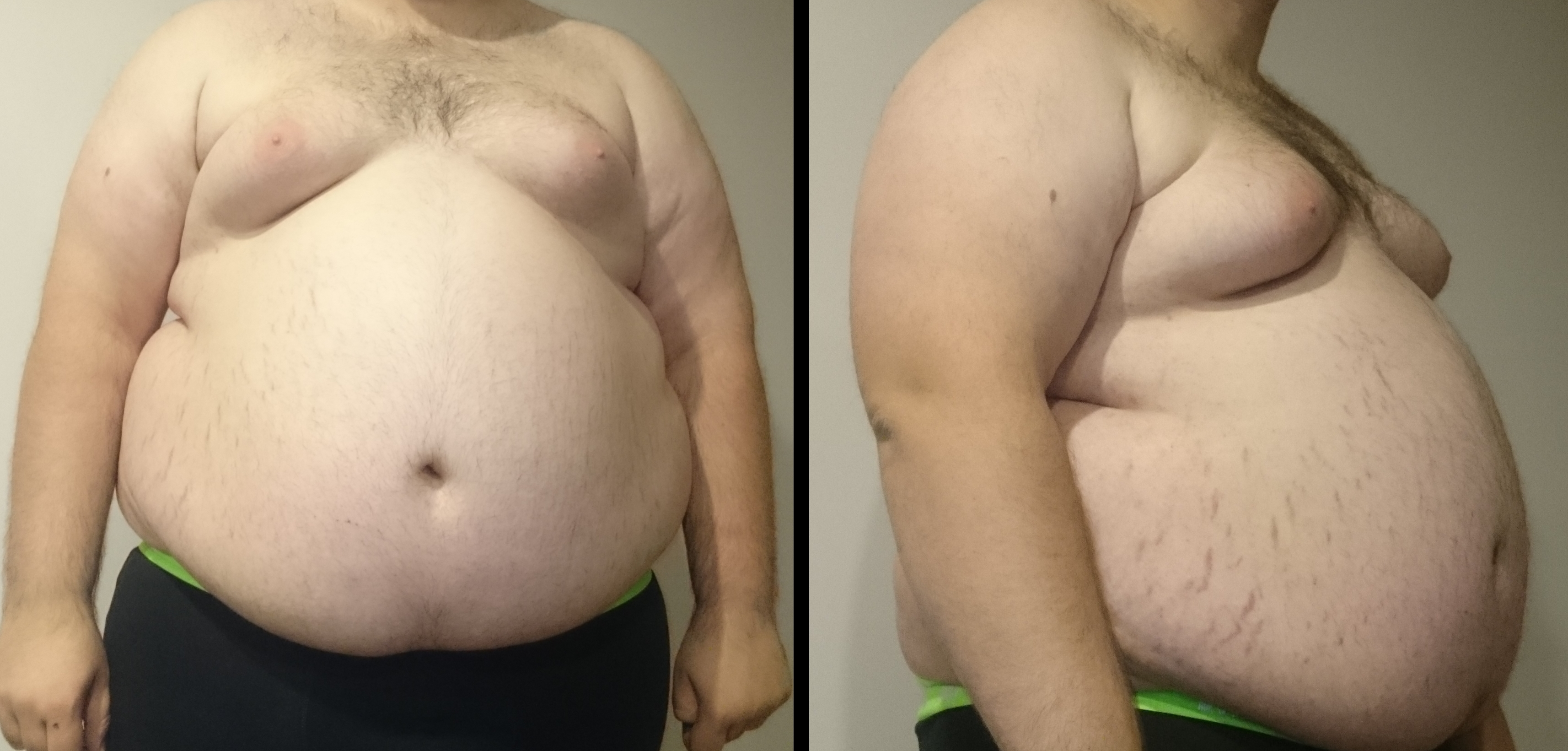
A obesidade é um dos principais fatores de risco da diabetes e doenças circulatórias

..."Cada mudança no estado fisiológico é acompanhada por uma mudança no estado mental/emocional consciente ou inconscientes, por outro lado, cada mudança no estado mental/emocional é acompanhada por uma mudança no estado corporal correspondente"....

## Linhas e tendências

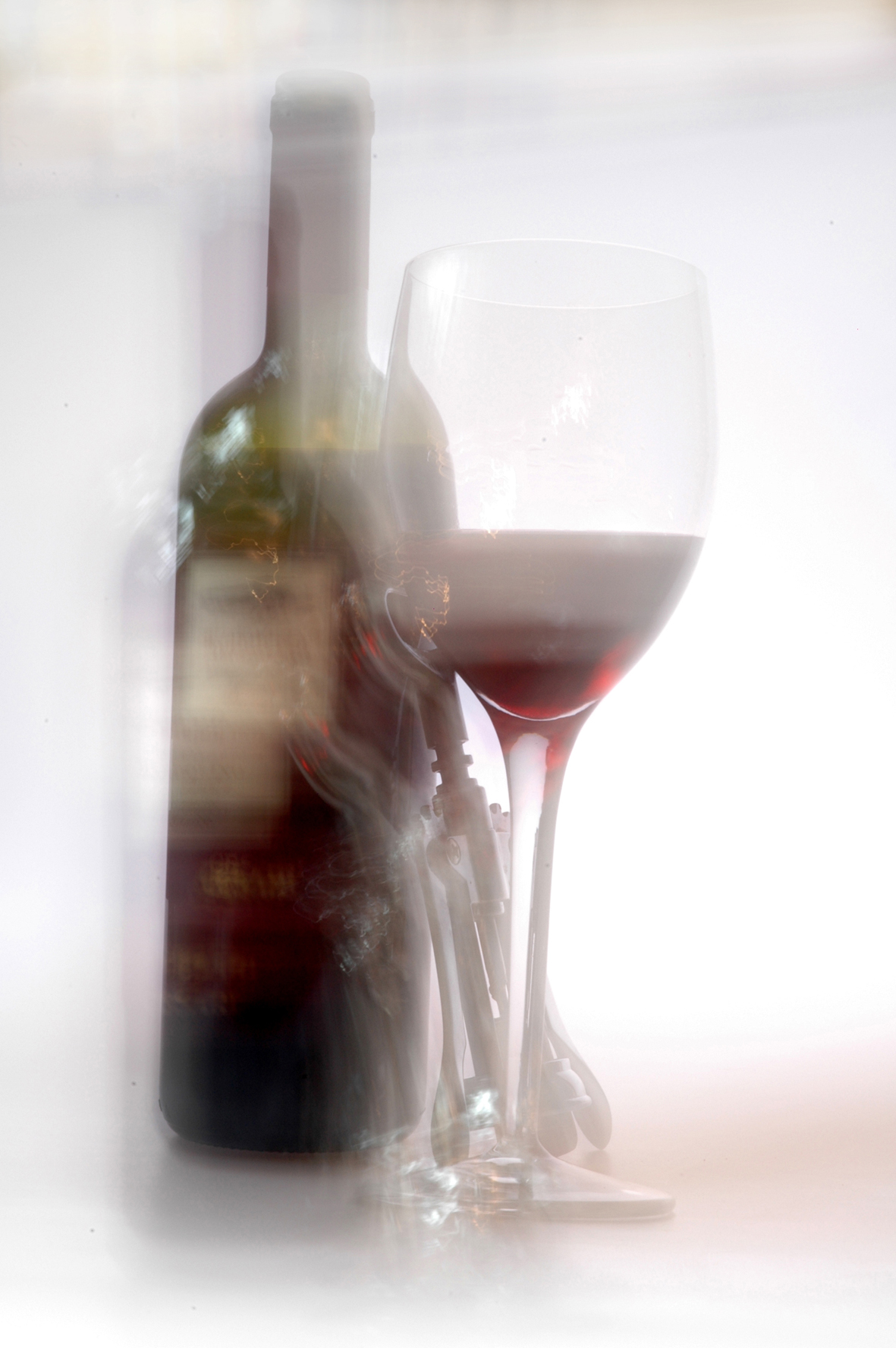
Representação dos efeitos do álcool na visão - um dos principais fatores causais d a elevação da freqüência de acidentes de trânsito.

Assim como a história e sinonímia deixa parecer, várias escolas ou tendências poderiam ser estabelecidas classificando os grupos e formas de atuação terapêutica nessa área. Contudo a utilização da expressão medicina e comportamento evidencia a aplicação dos princípios de análise e terapia comportamental de orientação behaviorista ou cognitiva - comportamental e essencialmente a associa ao estudo dos hábitos relacionados à manutenção e recuperação da saúde. Por extensão abrangendo ainda a crítica à noção etnocêntrica dos costumes de nossa civilização a partir do estudo racional (com metodologia científica) dos costumes relacionados à saúde e longevidade. 
Um dos clássicos precursores dessa aplicação além dos trabalhos de Burrhus Frederic Skinner (1904 —1990) sobre o autocontrole  e a engenharia de comportamento necessária para o enfrentamento dos problemas do inevitável envelhecimento  foi publicado como o título "Distúrbios Psicossomáticos uma Interpretação Behaviorista", por Sheldon J. Lachman, Ph.D. (1921-1997)  da Universidade de Michigan e Universidade Estadual de Wayne. Atualmente com várias sociedades científicas e de associação profissional essa escola já se consolidou com uma especialização profissional.
Para atingir o objetivo da modificação de hábitos nocivos à saúde, essa vertente behaviorista de intervenção estabelece  sistema de avaliação e mensuração  do comportamento identificando suas contingências determinantes, visando elaborar uma prescrição comportamental capaz de controlar e modificar comportamentos considerados prejudiciais, por sua alta ou baixa frequência (excesso ou falta comportamental), o que pode ser melhor compreendido estudando situações concretas como por exemplo o alcoolismo, tabagismo e a obesidade (excessos comportamentais) e o sedentarismo e inibição sexual (faltas / ausências de comprtamentos necessários e/ou essenciais).
Destacam-se ainda como perspectiva de abordagem do sujeito coletivo, como referido, os Sistemas de Vigilância Epidemiológica de Risco Comportamental iniciados com CDC - Centers for Disease Control and Prevention nos EUA Behavioral Risk Factor Surveillance System correspondente ao VIGITEL no Brasil 
Vigilância de Fatores de Risco e Proteção para Doenças  Crônicas por Inquérito Telefônico . Observe-se porém que essa abordagem no plano da saúde coletiva apesar da semelhança com o estabelecimento de linhas de base de freqüência de comportamentos destina-se à intervenções de saúde pública cujos instrumentos de intervenção são os recursos da psicologia social capazes de modificar estilos de vida e comportamentos de risco dos principais agravos à saúde, nessa caso as causas externas de adoecimento e morte e doenças não transmissíveis.

## Veja também

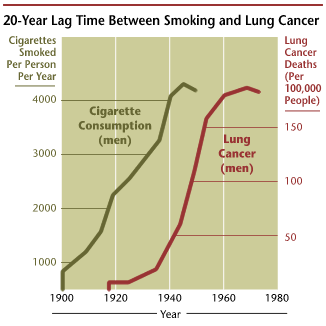
A incidência de câncer de pulmão é altamente correlacionada com o tabagismo.